# 吉田洞介
吉田洞介（よしだ どうすけ、1903年8月15日 - 1988年3月1日）は日本の大蔵官僚。神戸税関長、大阪財務局長、大阪証券金融社長、大阪証券代行社長、大阪証券代行会長などを歴任。

## 来歴
京都府京都市。東京帝国大学法学部法律学科在学中に高等試験行政科に合格。東京帝国大学法学部法律学科卒業。1926年4月 大蔵省入省。営繕管財局総務部兼主計局属。1928年7月 高松税務署長。1930年9月 静岡税務署長。1932年7月 淀橋税務署長。1933年6月 神田橋税務署長。1942年10月から1946年11月まで陸軍司政長官第25軍。1947年1月27日 神戸税関長。1947年5月20日 大阪財務局長。1949年6月1日 退官。1950年 大阪証券金融常任監査役。1952年6月：同社取締役社長。1965年6月 大阪証券代行取締役社長。1970年6月 同社取締役会長。1973年 勲三等旭日中綬章受章。1988年3月1日 じん不全で死去。

## 略歴
- 1926年4月：大蔵省入省。営繕管財局総務部 兼 主計局属。
- 1928年7月：高松税務署長。
- 1930年9月：静岡税務署長。
- 1932年7月：淀橋税務署長。
- 1933年6月：神田橋税務署長。
- 1934年2月：銀行局銀行検査官。
- 1937年4月：理財局・欧州出張。
- 1938年5月：英国駐在。
- 1941年1月：理財局国庫課長。
- 1942年10月：陸軍司政長官第25軍軍政監部付。
- 1942年12月：陸軍司政長官第25軍財務部長。
- 1946年11月：復員。
- 1946年11月：大臣官房。
- 1947年1月27日：神戸税関長。
- 1947年5月20日：大阪財務局長。
- 1949年6月1日：退官。